# Sportjahr 1930
Liste der Sportjahre

◄◄ | ◄ | 1926 | 1927 | 1928 | 1929 | Sportjahr 1930 | 1931 | 1932 | 1933 | 1934 | ► | ►►

Weitere Ereignisse

## Ereignisse

### British Empire Games

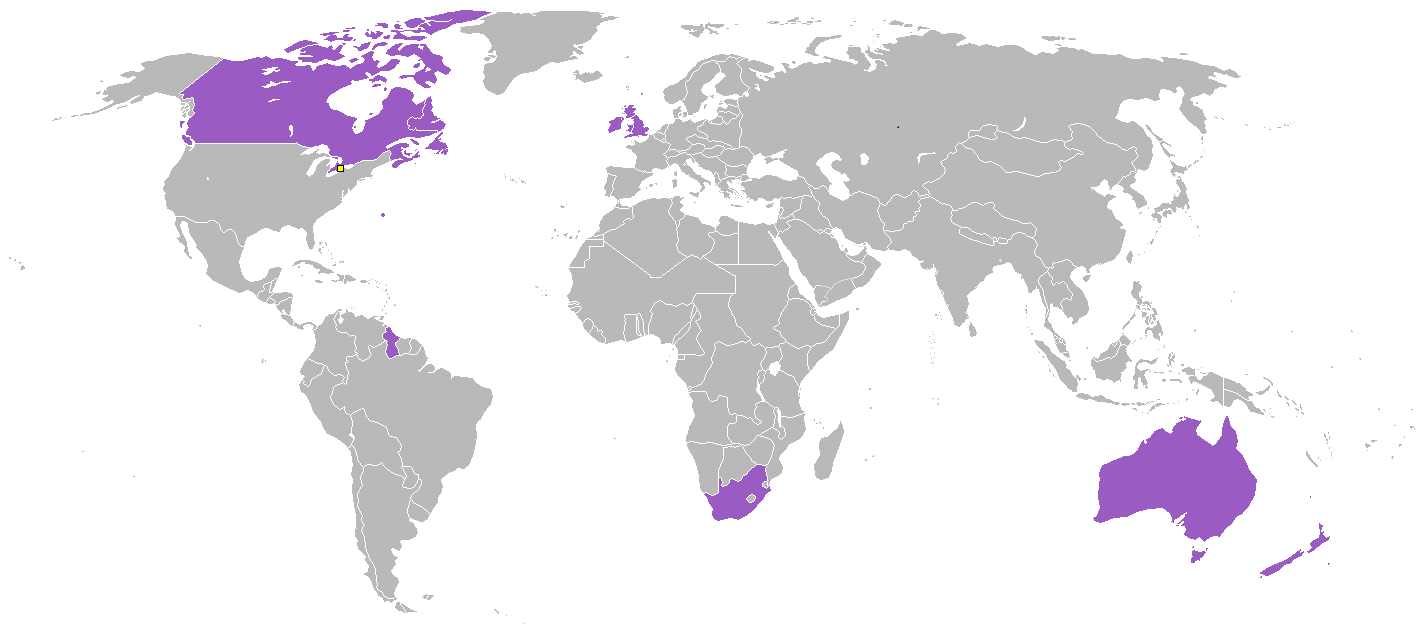
Teilnehmende Länder der Empire Games

- 16. – 23. August: Die British Empire Games 1930 sind die erste Ausgabe jener Veranstaltung, die heute unter dem Namen Commonwealth Games bekannt ist und finden in der kanadischen Stadt Hamilton, Ontario statt. Hier werden 59 Wettbewerbe in den Sportarten Bowls, Boxen, Leichtathletik, Ringen, Rudern und Schwimmen inkl. Wasserspringen abgehalten.

### Badminton
Höhepunkte des Badmintonjahres 1930 waren die All England, die Irish Open und die Scottish Open.

#### Internationale Veranstaltungen
| Veranstaltung | Herreneinzel        | Dameneinzel      | Herrendoppel                        | Damendoppel                   | Mixed                          |
| ------------- | ------------------- | ---------------- | ----------------------------------- | ----------------------------- | ------------------------------ |
| All England   | Donald C. Hume      | Marjorie Barrett | Frank Devlin Gordon Mack            | Marjorie Barrett Violet Elton | Herbert Uber Betty Uber        |
| Irish Open    | Willoughby Hamilton | Betty Uber       | Herbert S. Uber Donald C. Hume      | Marian Horsley Betty Uber     | Herbert S. Uber Betty Uber     |
| Scottish Open | Willoughby Hamilton | Marian Horsley   | Arthur Hamilton Willoughby Hamilton | Margaret Tragett C. T. Duncan | Arthur Hamilton Mavis Hamilton |

### Fußball

#### Internationale Fußballveranstaltungen
- Im Mai endet der Europapokal der Fußball-Nationalmannschaften 1927 bis 1930. Nach acht Spielrunden steht Italien vor Österreich als Sieger fest. Von 1929 bis 1930 findet überdies parallel dazu eine Ausgabe für Amateurmannschaften statt, die von Polen gewonnen wird.

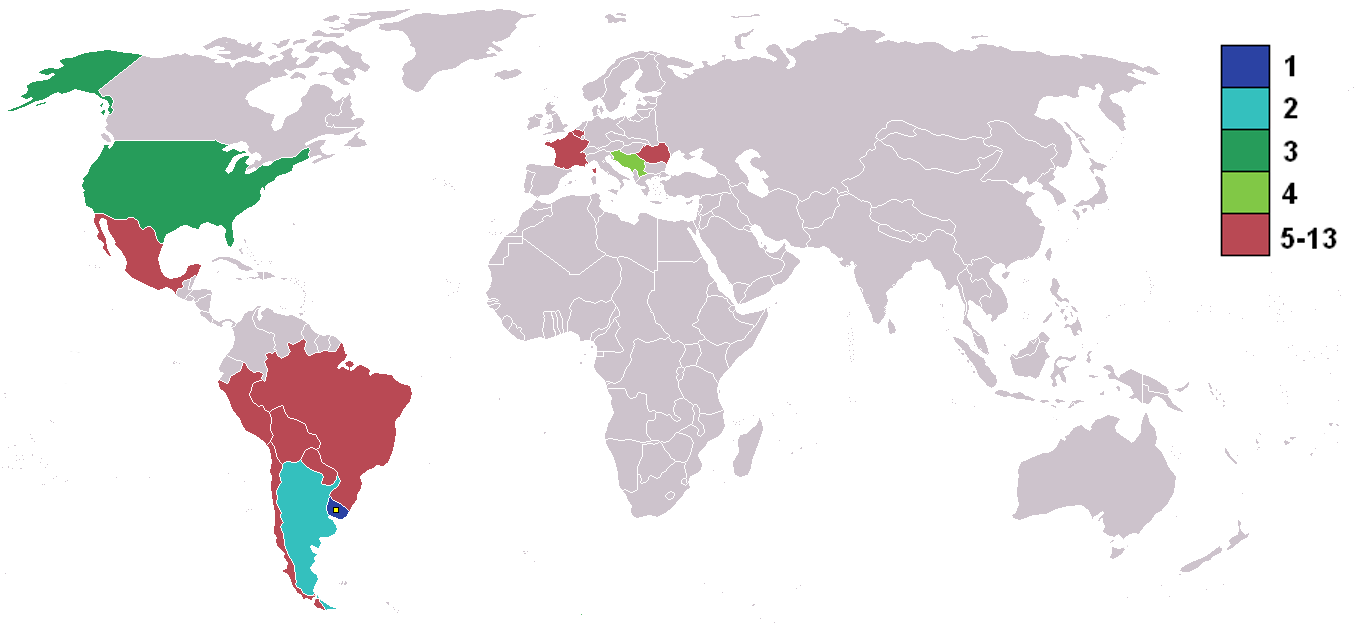
Teilnehmerländer der Fußball-WM 1930

- 13. – 30. Juli: In Uruguay findet die erste Fußball-Weltmeisterschaft statt. 13 Mannschaften aus 3 Kontinenten nehmen daran teil. Beim Finale in Montevideo besiegt Uruguay die Mannschaft aus Argentinien mit 4:2 und wird damit erster Fußball-Weltmeister.
- Juni – November: Mitropapokal 1930

#### Nationale Fußballmeisterschaften
- Deutsche Fußballmeisterschaft 1929/30
- Österreichische Fußballmeisterschaft 1929/30
- Schweizer Fussballmeisterschaft 1929/30

### Leichtathletik

#### Weltrekorde

##### Sprint
- 9. August: Percy Williams, Kanada, läuft die 100 Meter der Herren in 10,3 s.
- 8. September: Percy Williams, Kanada, läuft die 100 Meter der Herren in 10,3 s.

##### Mittelstreckenlauf
- 5. Mai: Jules Ladoumègue, Frankreich, läuft die 1500 Meter der Herren in 3:49,2 min.

##### Wurfdisziplinen
- 17. Mai: Eric Krenz, Vereinigte Staaten, wirft beim Diskuswurf der Herren 51,03 m.
- 21. Juni: Thea Kurze, Deutschland, erreicht im Speerwurf der Damen 39,01 m.
- 12. Juli: Ellen Braumüller, Deutschland, erreicht im Speerwurf der Damen 40,27 m.
- 13. Juli: Herman Brix, Vereinigte Staaten, erreicht im Kugelstoßen der Herren 16,04 m.
- 7. September: Matti Järvinen, Finnland, erreicht im Speerwurf der Herren 71,57 m.
- 16. September: Matti Järvinen, Finnland, erreicht im Speerwurf der Herren 71,70 m.
- 30. November: Matti Järvinen, Finnland, erreicht im Speerwurf der Herren 71,88 m.

##### Mehrkampf
- 20. August: Akilles Järvinen, Finnland, erreicht im Zehnkampf der Herren 8255 Punkte.

### Motorsport

#### Motorradsport

##### Motorrad-Europameisterschaft
- Bei der im belgischen Spa-Francorchamps ausgetragenen Motorrad-Europameisterschaft gewinnt der Einheimische Yvan Goor auf DKW dem Briten Eric Fernihough (Excelsior) und dem Belgier Alfred Bovy (Bovy) den Titel in der 175-cm³-Klasse.
- In der Viertelliterklasse setzt sich der Brite Syd Crabtree auf Excelsior gegen seine Landsleute Ted Mellors und George Himing (beide A.J.S.) durch.
- Bei den 350ern siegt der Brite Ernie Nott auf Rudge vor dem Australier Arthur Simcock (New Imperial) und dem Briten Syd Gleave (SGS-J.A.P.).
- In der 500-cm³-Klasse siegt der Ire Henry Tyrell-Smith auf Rudge vor den Briten Graham Walker (ebenfalls Rudge) und Johnny Duncan (Raleigh).

##### Deutsche Motorrad-Straßenmeisterschaft
- Deutsche Meister werden Arthur Geiss (DKW, 250 cm³), Arthur Hiller (Imperia-Python, 350 cm³), Toni Bauhofer (DKW, 500 cm³), Fritz Wiese (BMW, über 500 cm³), Arthur Hiller / unbekannt (Montgomery-J.A.P., Gespanne 350 cm³), Alois Drax / unbekannt (Norton, Gespanne 600 cm³) und Arno Zaspel / unbekannt (O.D.-J.A.P., Gespanne 1000 cm³)

### Radsport
- 4. bis 21. Mai: Deutschlandrundfahrt 1930, Sieger Hermann Buse
- 15. Mai bis 8. Juni: Giro d’Italia 1930, Sieger Luigi Marchisio
- 2. bis 27. Juli: Tour de France 1930, Sieger André Leducq
- 24. bis 30. August: UCI-Bahn-Weltmeisterschaften 1930 in Brüssel

### Rudern
- Cambridge besiegt Oxford im Boat Race und übernimmt damit die Führung an gewonnenen Rennen in dieser Veranstaltung.

### Rugby
- 1. Januar bis 21. April: Five Nations 1930 der Rugby Union

### Tischtennis
- Tischtennisweltmeisterschaft 1930 21. bis 26. Januar in Berlin (Deutschland)

### Wintersport
- 31. Januar bis 10. Februar: Eishockey-Weltmeisterschaft 1930 in Chamonix, Berlin und Wien
- 3. – 5. Februar: Eiskunstlauf-Weltmeisterschaften 1930 in New York City
- 27. Februar – 1. März: Nordische Skiweltmeisterschaften 1930 in Oslo
- Bob-Weltmeisterschaft 1930 in Montreux
- Eiskunstlauf-Europameisterschaften 1930 in Berlin und Wien. Erstmals werden neben dem Wettbewerb im Einzellauf der Herren auch Wettbewerbe im Einzellauf der Damen sowie im Paarlauf ausgetragen.

## Geboren

### Januar
- 04. Januar: Don Shula, US-amerikanischer American-Football-Trainer († 2020)
- 05. Januar: Sawkuds Dsarassow, sowjetischer Ringer († 1990)
- 08. Januar: Éva Novák, ungarische Schwimmerin († 2005)
- 08. Januar: Doreen Wilber, US-amerikanische Bogenschützin († 2008)
- 09. Januar: Igor Netto, russischer Fußballspieler († 1999)
- 12. Januar: Jacques Guittet, französischer Fechter († 2025)
- 13. Januar: Kálmán Szepesi, ungarischer Tischtennisspieler († 1992)
- 15. Januar: John Unnerud, norwegischer Rallyefahrer († 2004)
- 16. Januar: Luki Botha, südafrikanischer Automobilrennfahrer († 2006)
- 19. Januar: Iwan Tregubow, russischer Eishockeyspieler († 1992)
- 19. Januar: Geoff Twentyman, englischer Fußballspieler und -trainer († 2004)
- 21. Januar: John Campbell-Jones, britischer Automobilrennfahrer († 2020)
- 23. Januar: Mervyn Rose, australischer Tennisspieler († 2017)
- 25. Januar: Heinz Schiller, Schweizer Automobilrennfahrer († 2007)
- 28. Januar: Kauko Hänninen, finnischer Ruderer († 2013)
- 30. Januar: Nikolai Putschkow, russischer Eishockey-Torhüter († 2005)
- 31. Januar: Joakim Bonnier, schwedischer Sportwagen- und Automobilrennfahrer († 1972)

### Februar
- 01. Februar: Joachim Lehmann, deutscher Fußballspieler (DDR)
- 01. Februar: Marty Reisman, US-amerikanischer Tischtennisspieler († 2012)
- 04. Februar: Anthony Madigan, australischer Boxer († 2017)
- 05. Februar: Marie Corridon, US-amerikanische Schwimmerin († 2010)
- 06. Februar: Horst Witterstein, deutscher Boxer († 2018)
- 07. Februar: Lennart Larsson, schwedischer Skilangläufer († 2021)
- 08. Februar: Catherine Hardy, US-amerikanische Leichtathletin († 2017)
- 09. Februar: Manuel Cañibe, mexikanischer Fußballspieler
- 11. Februar: Inge Stoll, deutsche Motorradrennfahrerin († 1958)
- 13. Februar: Juan Fernández, spanischer Automobilrennfahrer († 2020)
- 16. Februar: Robert Bintz, luxemburgischer Radsportler († 2022)
- 16. Februar: Jack Sears, britischer Automobilrennfahrer († 2016)
- 20. Februar: Jacques Degats, französischer Sprinter († 2015)
- 22. Februar: Bill Miller, US-amerikanischer Speerwerfer († 2016)
- 26. Februar: Siegfried Burkhardt, deutscher Fußballspieler († 2013)
- 27. Februar: Stephan Hochgeschurtz, deutscher Fußballspieler († 2012)
- 27. Februar: Grete Jenny, österreichische Sprinterin und Hürdenläuferin († 2015)
- 28. Februar: Walentina Litujewa, sowjetisch-russische Leichtathletin († 2008)

### März
- 01. März: Gastone Nencini, italienischer Radrennfahrer († 1980)
- 04. März: Franz Beck, liechtensteinischer Skirennläufer († 2000)
- 05. März: John Ashley, kanadischer Eishockey-Schiedsrichter († 2008)
- 05. März: Hans Menasse, österreichischer Fußballspieler († 2022)
- 05. März: Artjom Terjan, sowjetischer Ringer († 1970)
- 05. März: Ken Yackel, US-amerikanischer Eishockeyspieler und -trainer († 1991)
- 08. März: Pjotr Bolotnikow, sowjetischer Leichtathlet († 2013)
- 08. März: Braulio Musso, chilenischer Fußballspieler († 2025)
- 11. März: Troy Ruttman, US-amerikanischer Automobilrennfahrer († 1997)
- 13. März: Vera Selby, englische English-Billards- und Snookerspielerin († 2023)
- 14. März: Henk Angenent, niederländischer Fußballspieler († 1977)
- 16. März: Peter Lindner, deutscher Automobilrennfahrer († 1964)
- 20. März: Chuck Darling, US-amerikanischer Basketballspieler († 2021)
- 24. März: Steve McQueen, US-amerikanischer Schauspieler und Amateurrennfahrer († 1980)
- 28. März: Joe Fortunato, US-amerikanischer American-Football-Spieler († 2017)
- 30. März: Ed Sanders, US-amerikanischer Boxer († 1954)

### April
- 07. April: Cliff Morgan, walisischer Rugbyspieler und Sportreporter († 2013)
- 11. April: Walter Krüger, deutscher Leichtathlet († 2018)
- 12. April: John Landy, australischer Mittel- und Langstreckenläufer († 2022)
- 12. April: Bubi Scholz, deutscher Boxer († 2000)
- 16. April: Fjodor Bogdanowski, sowjetischer Gewichtheber († 2014)
- 16. April: Jiří Skobla, tschechoslowakischer Kugelstoßer († 1978)
- 20. April: Stuart Lewis-Evans, britischer Automobilrennfahrer († 1958)
- 23. April: Hilde Hofherr, österreichische Skirennläuferin

### Mai
- 01. Mai: Ollie Matson, US-amerikanischer American-Football-Spieler und Leichtathlet († 2011)
- 03. Mai: Yvonne Sherman, US-amerikanische Eiskunstläuferin († 2005)
- 06. Mai: Gabriel Rossi, französischer Fußballspieler († 2009)
- 07. Mai: Minnewali Galijew, sowjetischer Skilangläufer († 2016)
- 08. Mai: Doug Atkins, US-amerikanischer American-Football-Spieler († 2015)
- 08. Mai: Ildikó Kővári, ungarische Skirennläuferin († 2022)
- 08. Mai: Marija Schubina, sowjetische Kanutin († 2025)
- 10. Mai: Fernand Picot, französischer Radrennfahrer († 2017)
- 11. Mai: Henri Courtine, französischer Judoka († 2021)
- 12. Mai: Patricia McCormick, US-amerikanische Wasserspringerin († 2023)
- 12. Mai: Sven-Oswald Mildh, finnischer Sprinter und Hürdenläufer († 2015)
- 13. Mai: Enrico Bianchi, Schweizer Ruderer
- 14. Mai: Flávio dos Santos, brasilianischer Fußballspieler († 1993)
- 15. Mai: Alfred Huber, österreichischer Tennisspieler und Eishockeytorhüter († 1972)
- 16. Mai: Hans Kalbfell, deutscher Schwergewichtsboxer († 1984)
- 18. Mai: Guy Nosbaum, französischer Ruderer († 1996)
- 20. Mai: Alberto Pellegrino, italienischer Fechter († 1996)
- 24. Mai: Walter Hammel, deutscher Fußballspieler
- 31. Mai: Frank Shakespeare, US-amerikanischer Ruderer

### Juni
- 04. Juni: Wiktor Tichonow, russischer Eishockeytrainer († 2014)
- 16. Juni: Michel Poberejsky, französischer Automobilrennfahrer († 2012)
- 19. Juni: Ward Van de Velde, belgischer Radrennfahrer († 2010)
- 20. Juni: Chuck Daly, US-amerikanischer Basketballtrainer († 2009)
- 21. Juni: Mike McCormack, US-amerikanischer American-Football-Spieler und -Trainer († 2013)
- 27. Juni: Claude Simonet, französischer Fußballspieler und Sportfunktionär († 2023)
- 30. Juni: Willi O. Hoffmann, deutscher Fußballfunktionär († 2022)
- 30. Juni: Mojmír Stuchlík, tschechoslowakischer Skispringer († 2016)

### Juli
- 02. Juli: Ota Pavel, tschechischer Schriftsteller, Sportpublizist, Erzähler und Journalist († 1973)
- 04. Juli: Juri Tjukalow, sowjetisch-russischer Ruderer († 2018)
- 06. Juli: Chief Armstrong, kanadischer Eishockeyspieler († 2021)
- 06. Juli: Ian Burgess, britischer Automobilrennfahrer († 2012)
- 06. Juli: Herbert Erhardt, deutscher Fußballspieler († 2010)
- 06. Juli: Frank Jacobsson, schwedischer Fußballspieler und -trainer († 2017)
- 09. Juli: Sim Iness, US-amerikanischer Leichtathlet († 1996)
- 11. Juli: Giorgio Ghezzi, italienischer Fußballspieler († 1990)
- 14. Juli: Herbert Dörner, deutscher Fußballspieler († 1991)
- 15. Juli: Alberto Michelotti, italienischer Fußballschiedsrichter († 2022)
- 16. Juli: Horst Rittner, deutscher Schachspieler († 2021)
- 20. Juli: Heinz Kubsch, deutscher Fußballspieler († 1993)
- 22. Juli: Nikolai Krogius, russischer Schachspieler († 2022)
- 25. Juli: Juri Michailow, russischer Eisschnellläufer († 2008)
- 25. Juli: Nobuyuki Watanabe, japanischer Aikidomeister († 2019)
- 26. Juli: Nicolas Koob, Luxemburger Automobilrennfahrer († 2016)
- 31. Juli: Gene Littler, US-amerikanischer Golfspieler († 2019)

### August
- 03. August: Werner Heitkamp, deutscher Fußballspieler
- 05. August: Richie Ginther, US-amerikanischer Automobilrennfahrer († 1989)
- 08. August: Jerry Tarkanian, US-amerikanischer Basketballtrainer († 2015)
- 13. August: Wilmer Mizell, US-amerikanischer Baseballspieler und Politiker († 1999)
- 16. August: Frank Gifford, US-amerikanischer American-Football-Spieler und Sportmoderator († 2015)
- 16. August: Tony Trabert, US-amerikanischer Tennisspieler († 2021) Tony Trabert

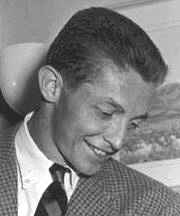
Tony Trabert

- 23. August: Norberto Bagnalasta, italienischer Automobilrennfahrer († 1964)
- 28. August: Nikolai Sokolow, russischer Leichtathlet († 2009)

### September
- 05. September: Mircea Dobrescu, rumänischer Boxer († 2015)
- 05. September: Arto Tiainen, finnischer Skilangläufer († 1998)
- 08. September: Jeannette Altwegg, britische Eiskunstläuferin († 2021)
- 11. September: Josef Schwaiger, deutscher Skirennläufer († 2014)
- 17. September: Radja Jeroschina, russische Skilangläuferin († 2012)
- 19. September: Ion Neacșu, rumänischer Fußballspieler († 1988)
- 21. September: Sergei Popow, russischer Langstreckenläufer († 1995)
- 22. September: Rudolf Eder, deutscher Fußballspieler
- 23. September: Don Edmunds, US-amerikanischer Automobilrennfahrer († 2020)

### Oktober
- 01. Oktober: Frank Gardner, australischer Automobilrennfahrer († 2009)
- 06. Oktober: Dieter Falk, deutscher Motorradrennfahrer († 2021)
- 07. Oktober: Bernard Collomb, französischer Automobilrennfahrer († 2011)
- 10. Oktober: Eugenio Castellotti, italienischer Automobilrennfahrer († 1957)
- 10. Oktober: Claude Martin, französischer Ruderer († 2017)
- 10. Oktober: Konstantin Wyrupajew, sowjetisch-russischer Ringer († 2012)
- 15. Oktober: Colin McDonald, englischer Fußballtorhüter
- 16. Oktober: Patricia Jones, kanadische Leichtathletin († 2000)
- 26. Oktober: Les Richter, US-amerikanischer Footballspieler und Motorsportfunktionär († 2010)
- 29. Oktober: Bertha Brouwer, niederländische Sprinterin († 2006)

### November
- 01. November: Edgar Basel, deutscher Fliegengewichtsboxer († 1977)
- 03. November: Harry Kurschat, deutscher Boxer († 2022)
- 11. November: Alewtina Koltschina, sowjetische Skilangläuferin († 2022) Alewtina Koltschina

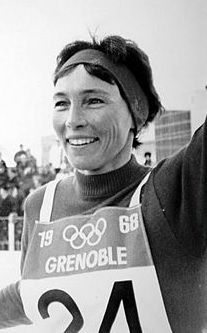
Alewtina Koltschina

- 15. November: Aureliano Bolognesi, italienischer Boxer († 2018)
- 21. November: Arthur Bialas, deutscher Fußballspieler († 2012)
- 21. November: Bryn Meredith, walisischer Rugbyspieler
- 29. November: Candido Cannavò, italienischer Sportjournalist und Herausgeber († 2009)

### Dezember
- 02. Dezember: David Piper, britischer Automobilrennfahrer
- 04. Dezember: Jacqueline du Bief, französische Eiskunstläuferin
- 05. Dezember: Klaus Quinkert, deutscher Fußball-Trainer († 2018)
- 14. Dezember: Suzanne Morrow, kanadische Eiskunstläuferin († 2006)
- 19. Dezember: Georg Stollenwerk, deutscher Fußballspieler und -trainer († 2014)
- 20. Dezember: Rudi Felgenheier, deutscher Motorradrennfahrer († 2005)
- 21. Dezember: Wolfgang Pietzsch, deutscher Schach-Großmeister († 1995)
- 22. Dezember: Salvatore Gionta, italienischer Wasserballspieler, -trainer und -funktionär († 2025)
- 24. Dezember: John J. Kelley, US-amerikanischer Marathonläufer († 2011)
- 27. Dezember: Hannelore Schlaf, deutsche Tischtennisspielerin und -funktionärin († 1985)

### Tag unbekannt
- Drahomír Jebavý, tschechoslowakischer Skispringer

## Gestorben

### Januar
- 08. Januar: Peter Easte, britischer Sportschütze (* 1868)
- 27. Januar: Leon Meredith, britischer Radrennfahrer (* 1882)

### Februar
- 22. Februar: William Tuttle, US-amerikanischer Schwimmer (* 1882)
- 28. Februar: James Snook, US-amerikanischer Sportschütze (* 1879)

### März
- 05. März: Lyman Hine, US-amerikanischer Bobfahrer (* 1888)
- 08. März: Wim Kos, niederländischer Eisschnellläufer (* 1904)
- 13. März: Léon Metzler, luxemburgischer Fußballspieler (* 1896)
- 20. März: Arthur Andrews, US-amerikanischer Radrennfahrer (* 1876)
- 22. März: Gastone Brilli-Peri, italienischer Rad-, Motorrad- und Automobilrennfahrer (* 1893)
- 25. März: Henri Jobier, französischer Florettfechter (* 1879)
- 000März: Hugo Betting, deutscher Rugbyspieler (* 1880)

### April
- 19. April: Bruno d’Harcourt, französischer Automobilrennfahrer (* 1899)
- 29. April: Werner Jernström, schwedischer Sportschütze (* 1883)

### Mai
- 08. Mai: Karl Otto Stegmann, deutscher Motorradrennfahrer (* 1901)
- 14. Mai: Erik Algot Fredriksson, schwedischer Tauzieher (* 1885)

### Juni
- 05. Juni: Eric Lemming, schwedischer Leichtathlet und Tauzieher (* 1880)
- 29. Juni: Émile Billard, französischer Segler (* 1852)
- 000Juni: Ladislaus Kurpiel, österreichischer Fußballspieler (* 1883)

### Juli
- 12. Juli: Robert Cloughen, US-amerikanischer Leichtathlet (* 1889)
- 25. Juli: Albert Canet, französischer Tennisspieler und -funktionär (* 1878)
- 28. Juli: John DeWitt, US-amerikanischer Hammerwerfer und Footballspieler (* 1881)
- 30. Juli: Joan Gamper, Schweizer Fußballspieler und -funktionär, Mitbegründer des FC Barcelona (* 1877)
- 30. Juli: Jenő Zsigmondy, ungarischer Tennisspieler (* 1889)
- 31. Juli: William Chalfant, US-amerikanischer Roquespieler (* 1854)

### August
- 02. August: Clarence Hobart, US-amerikanischer Tennisspieler (* 1870)
- 08. August: Launceston Elliot, schottischer Gewichtheber, Ringer und Leichtathlet (* 1874)
- 13. August: Michele Ceriana Mayneri, italienischer Politiker, Industrieller und Fußballspieler (* 1861)

### September
- 02. September: Joseph Alzin, luxemburgischer Gewichtheber (* 1893)
- 19. September: Antonín Charvát, tschechoslowakischer Radrennfahrer (* 1899)

### Oktober
- 01. Oktober: Paul Wiesner, deutscher Regattasegler (* 1855)
- 09. Oktober: Niels Andersen, dänischer Sportschütze (* 1867)
- 15. Oktober: Albert Grisar, belgischer Segler (* 1870)
- 20. Oktober: Philip Turnbull, walisischer Hockeyspieler (* 1879)

### November
- 02. November: Viggo Jensen, dänischer Gewichtheber, Sportschütze und Leichtathlet (* 1874)
- 04. November: Evelyn Colyer, britische Tennisspielerin (* 1902)
- 14. November: Georg Westling, finnischer Segler (* 1879)
- 20. November: William Holland, US-amerikanischer Sprinter (* 1874)

### Dezember
- 01. Dezember: Gustaf Estlander, finnischer Segler (* 1876)
- 09. Dezember: Lauritz Christiansen, norwegischer Segler (* 1867)
- 17. Dezember: Smith Streeter, US-amerikanischer Roquespieler (* 1844)
- 19. Dezember: Johnny Douglas, englischer Boxer (* 1882)

### Genaues Datum unbekannt
- Robert Hennet, belgischer Fechter (* 1886)
- Pascual Somma, uruguayischer Fußballspieler (* 1891 oder 1896)
- Benno Wandolleck, deutscher Sportschütze (* 1864)